# Ípsilon1 Hydrae
Ípsilon1 Hydrae (υ1 Hya / 39 Hydrae) es una estrella en la constelación de Hidra de magnitud aparente +4,11.
Junto a κ Hydrae, λ Hydrae, μ Hydrae, υ2 Hydrae y φ Hydrae, forma la constelación china de Zhang —la cual hace referencia a una red extendida para atrapar aves en vuelo—, siendo Ípsilon1 Hydrae la estrella determinante.
Ípsilon1 Hydrae es una gigante amarilla de tipo espectral G7III con una temperatura efectiva entre 5045 y 5090 K.
Es 145 veces más luminosa que el Sol y, como la mayor parte de las estrellas de nuestro entorno, es una estrella del disco fino.
Su radio es 16 veces más grande que el radio solar y gira sobre sí misma con una velocidad de rotación proyectada de 1,7 km/s.
Tiene una masa estimada de 3,3 masas solares y una edad entre 270 y 380 millones de años.
Ípsilon1 Hydrae presenta una metalicidad —abundancia relativa de elementos más pesados que el helio— comparable a la del Sol ([Fe/H] = +0,03).
Aunque en general los distintos elementos evaluados presentan niveles semejantes a los solares, existe deficiencia de cobre ([Cu/H] = -0,20) y, por el contrario, cierta sobreabundancia de sodio y bario.
De acuerdo a la nueva reducción de los datos de paralaje de Hipparcos, Ípsilon1 Hydrae se encuentra a 264 ± 5 años luz de distancia del sistema solar.
Forma parte de la corriente de estrellas de la asociación estelar de la Osa Mayor, de la que también son miembros estrellas tan dispares como Aldhafera (ζ Leonis), ξ Bootis o EV Lacertae.

## Compañera subestelar
Variaciones en la velocidad radial de Ípsilon1 Hydrae sugieren la presencia de un objeto en órbita a su alrededor.
Con una masa 55 veces mayor que la masa de Júpiter puede ser una enana marrón o una estrella de baja masa.
El período orbital de esta acompañante es de aproximadamente 4,1 años y el semieje mayor de su órbita es de 3,9 UA.
| Acompañante (En orden desde la estrella) | Masa (MJ) | Período orbital (días) | Semieje mayor (UA) | Excentricidad |
| ---------------------------------------- | --------- | ---------------------- | ------------------ | ------------- |
| Ípsilon1 Hydrae b                        | > 55      | 1500 ± 100             | 3,9                | 0,57 ± 0,02   |